# Полет 704 на „Флюгфиле Ийсландс“
Полет 704 на „Флюгфиле Ийсландс“ е международен пътнически полет от летище „Рейкявик“, Рейкявик, Исландия, до летище „Вагар“, Фарьорските острови, Дания, с планирано междинно кацане в Берген, Норвегия, управляван от „Флюгфиле Ийсландс“. На 26 септември 1970 г. самолетът „Фокер F27 Френдшип“, който изпълнява полета, се разбива в най-високия връх на на остров Вагар близо до село Микинес и убива 8 души, сред които капитанът и още 7 пътници. Повечето от хората, които населяват острова, се притичват на помощ на пострадалите, след което датски патрулен кораб пристига близо до мястото на инцидента.
Причината за катастрофата е, че самолетът започва спускането през плътна облачност от начална точка, различна от тази, която наземният радиопредавател определя. По време на тази процедура машината се удря близо до най-високата точка на Микинес на надморска височина от около 457 м. Причината за започване на маневрата от грешна позиция вероятно е смущение, причинено от метеорологичния радар на самолета.